# Oscar Straus (Komponist)

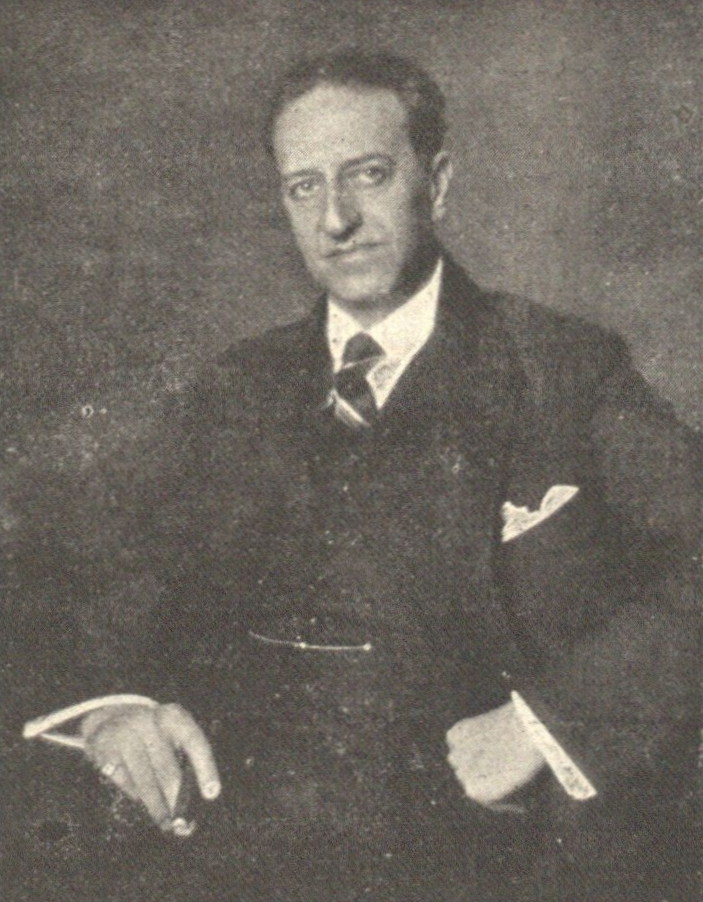
Oscar Straus (1918)
Fotografie von Edith Barakovich

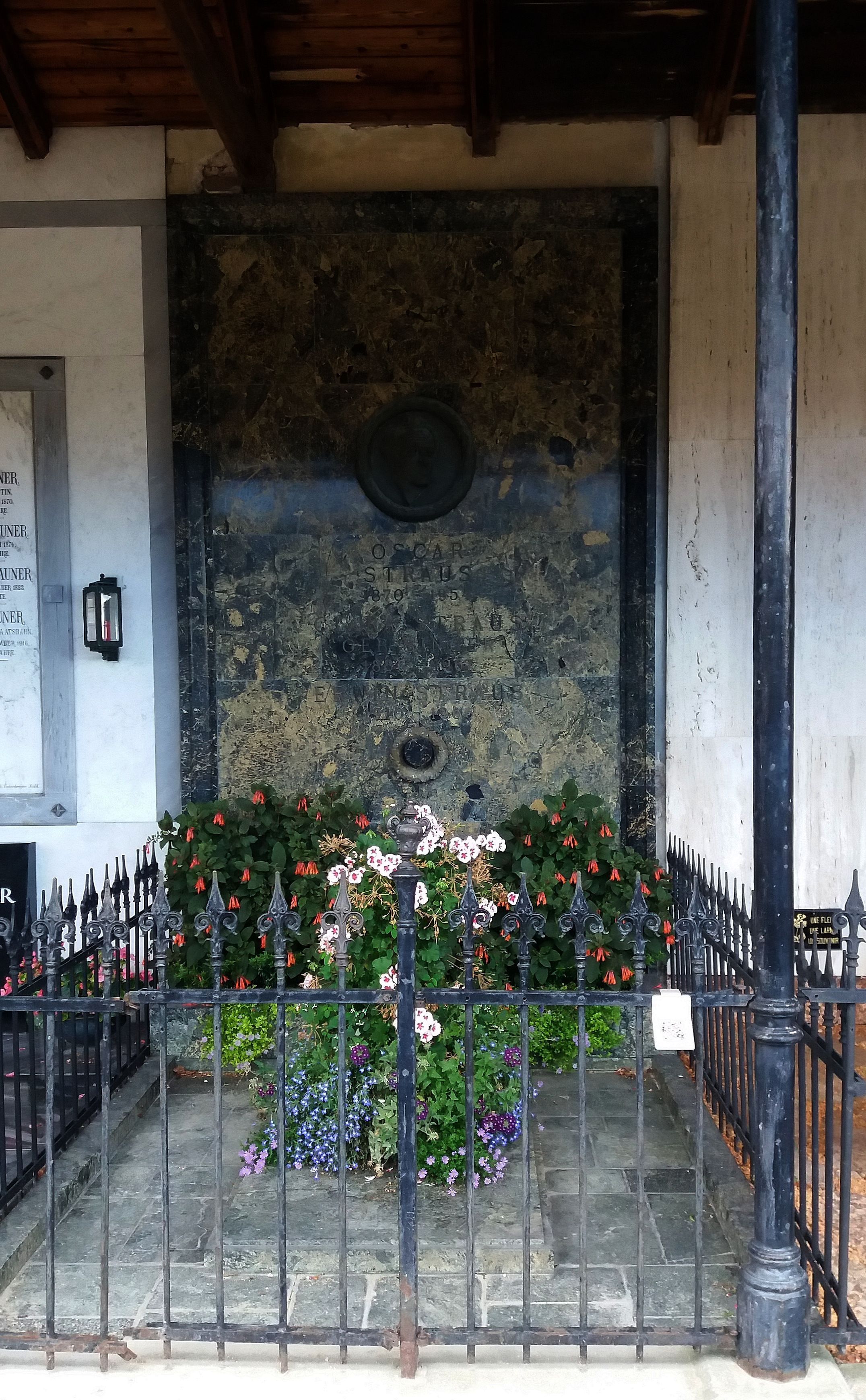
Grab von Oscar Straus auf dem Friedhof Bad Ischl

Oscar Straus, eigentlich Oscar Nathan Strauss (* 6. März 1870 in Wien; † 11. Jänner 1954 in Bad Ischl), war ein österreichischer Operettenkomponist. Er gehört neben Franz Lehár, Leo Fall und Emmerich Kálmán zu den bedeutendsten Komponisten der sogenannten Silbernen Operettenära.

## Leben
Oscar Strauss war Sohn des jüdischen Bankiers Leopold Strauss. Als der Vater durch Suizid starb, übernahm der Bruder der Mutter, der Wirtschaftsanwalt Alfred Stern, die Erziehung des damals 5-jährigen Oscar. Dieser besuchte eine Handelsakademie in Wien, bevor er sich der Musik zuwandte. Später änderte er seinen Nachnamen in Straus, um Verwechslungen mit der Walzerdynastie Strauss zu vermeiden. Um die Jahrhundertwende schrieb er mehrere erfolgreiche Operetten, am bekanntesten davon ist Ein Walzertraum von 1907, und komponierte später am Broadway und in Hollywood. Aber er vertonte auch Gedichte, so für das Überbrettl: Lustiger Ehemann, wie auch Das Lied des verlassenen Lehmann; beide Texte stammten von Otto Julius Bierbaum, und wurden Riesenerfolge.
Er studierte Musik bei Max Bruch. Dieser war laut Oscar Straus „der konservativste aller konservativen Musiker, die es überhaupt gab“. Nach dem Studium begegnete er Johann Strauss und spielte ihm eigene Kompositionen vor. Johann Strauss soll (nach Oscar Straus' eigenen Worten in einem Rundfunkinterview 1953) zu ihm gesagt haben: „Lassen S' die faden Symphonien und schreiben S' fesche Walzer. Führen Sie die Tradition der Strauss-Walzer fort.“ 
Erste kleinere Erfolge hatte Straus als Kapellmeister in Brüx und Teplitz-Schönau. In Berlin wirkte er beim ersten deutschen Musikkabarett, dem Überbrettl, mit, wo nach ihm auch der junge Arnold Schönberg für einige Zeit tätig war. In den späten 1920er-Jahren arbeitete Straus in Paris, wo er unter anderem für Sacha Guitry schrieb. 1930 ging Straus erstmals nach Hollywood. Dort verfilmte Ernst Lubitsch unter dem Titel Der lächelnde Leutnant (The Smiling Lieutenant) die Operette Ein Walzertraum. Aufgrund des großen Erfolges komponierte er anschließend die Musik für den gleichfalls von Lubitsch gedrehten Film Eine Stunde mit Dir (One Hour with You).
Dann beging Straus den (nach eigener Aussage im erwähnten Radiointerview 1953) „größten Fehler meines Lebens“ und kehrte trotz vieler Warnungen nochmals aus Hollywood nach Österreich zurück, wo er sich mit seiner Frau in Bad Ischl niederließ. Straus resümierte 1953: „Was hätt' ich mir an Sorgen, Aufregung, Geld erspart, wenn ich damals drüben geblieben wäre.“ Nach dem „Anschluss Österreichs“ habe sich die Familie klargemacht, dass sie Österreich verlassen müsste. Dieses Vorhaben gelang durch eine kurzfristige Einladung für Straus nach Zürich, wo er die Premiere der Wiederaufführung seiner Operette Rund um die Liebe dirigieren sollte. Nach seiner Abreise aus Österreich sei es ihm (nach seinen eigenen Worten) „mit den größten Opfern in jeder Beziehung“ gelungen, Monate später auch seine Frau und seinen Sohn herauskommen zu lassen. Von der Schweiz ging Straus nach Paris, wo er die französische Staatsbürgerschaft erhielt und nur einen Monat vor dem Einmarsch der deutschen Truppen noch eine Premiere hatte. 
Über Spanien und Portugal kam Straus mit seiner Frau und den gemeinsamen Söhnen Anfang Dezember 1940 nach New York, von wo sie umgehend nach Hollywood weiterreisten. Zurück in Europa blieben zwei Kinder aus erster Ehe: Tochter Katharina überlebte dank ihrer Ehe mit einem Enkel des berühmten Malers Hans Makart. Sohn Leo Straus, der als Dramaturg und Librettist wirkte, wurde hingegen mit seiner Frau nach Auschwitz deportiert, wo sie 1944 starben.
In Hollywood konnte Straus im Filmgeschäft nicht mehr Fuß fassen, und er unternahm deshalb Tourneen in Nordamerika als Dirigent klassischer Wiener Unterhaltungsmusik. 1948 erhielt er auch die Staatsbürgerschaft der USA, kehrte aber kurz darauf nach Europa zurück, wo er sich wieder in Bad Ischl niederließ. Einen späten Erfolg erzielte er mit der von ihm komponierten weltberühmten Musik für den 1950 erschienenen französischen Film Der Reigen (La Ronde) von Max Ophüls.
Aus seiner 1895 geschlossenen ersten Ehe mit der Geigerin und Konzertmeisterin Nelly Irmen (Künstlername von Helene Neumann, * 1872) stammten Katharina (1898–1982), Louis (1895, gefallen 1917 am Balkan im Ersten Weltkrieg) und Leo Straus (1897–1944). Im Jahr 1908 schloss Straus eine zweite Ehe mit der Sängerin Clara Singer (1886–1967); aus dieser Ehe stammten zwei Söhne, der Komponist Erwin Straus (1910–1966) und der Schriftsteller und Regisseur Walter Straus (1913–1945).
Straus’ Grab befindet sich auf dem Friedhof Bad Ischl.

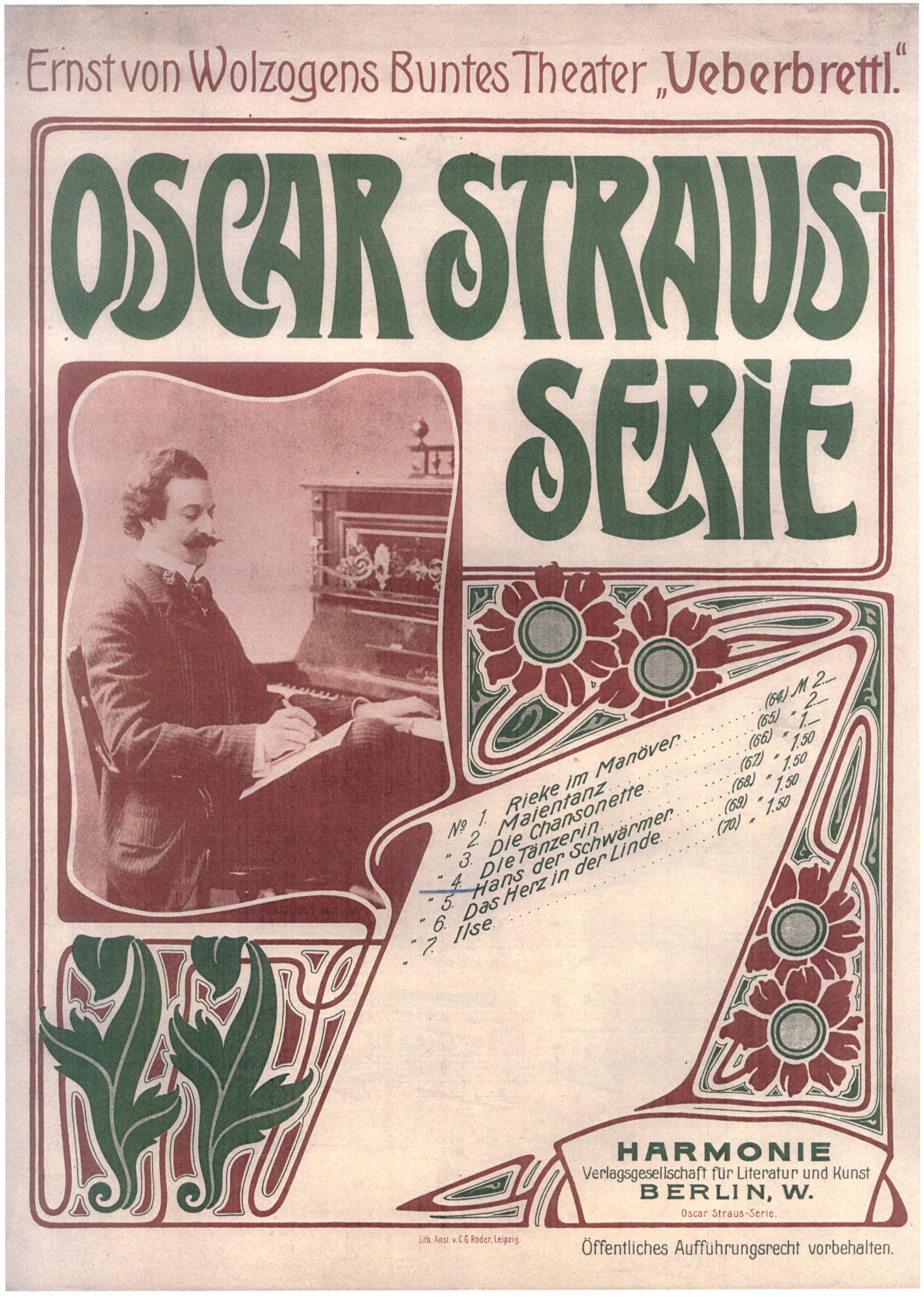
Notentitelblatt für Straus’ Kompositionen für das Überbrettl

## Auszeichnungen
- 1939: Ritter der Ehrenlegion
- 1950: Ehrenring der Stadt Wien[3]

## Werke

### Operetten
- Die lustigen Nibelungen (1904, Text: Rideamus)
- Hugdietrichs Brautfahrt (1906, Text: Rideamus)
- Ein Walzertraum (1907, Text: Felix Dörmann und Leopold Jacobson)
- Der tapfere Soldat, auch: Der Praliné-Soldat (1908, Text: Rudolf Bernauer und Leopold Jacobson)
- Rund um die Liebe (1914, Text: Friedrich von Thelen, Robert Bodanzky)
- Niobe (1917)
- Der letzte Walzer (1920, Text: Julius Brammer und Alfred Grünwald)
- Die Perlen der Cleopatra (1923, Text: Julius Brammer und Alfred Grünwald)
- Die Teresina (1925, Text: Rudolph Schanzer und Ernst Welisch)
- Die Königin (1927)
- Marietta (1928, Text: Sacha Guitry; Deutsche Bearbeitung: Alfred Grünwald)
- Hochzeit in Hollywood, (1928, Text: Leopold Jacobson und Bruno Hardt-Warden, verfilmt als Married in Hollywood USA 1929)
- Herzdame (1929, Text: Richard Keßler und Will Steinberg)
- Der Bauerngeneral (1931, Text: Julius Brammer und Gustav Beer)
- Eine Frau, die weiß, was sie will (1932, Text: Alfred Grünwald)
- Drei Walzer (1935, Text: Paul Knepler und Armin Robinson)
- Die Musik kommt (1948)
- Ihr erster Walzer (1950)
- Bozena (1952, Text: Julius Brammer und Alfred Grünwald)

### Filmmusik
- 1931: Der lächelnde Leutnant (The Smiling Lieutenant)
- 1931: Wir schalten um auf Hollywood (auch Mitwirkung als er selbst)
- 1932: Eine Stunde mit Dir (One Hour With You)
- 1940: Von Mayerling bis Sarajewo (De Mayerling à Sarajevo)
- 1950: Der Reigen (La Ronde)
- 1953: Madame de …